# Đoan Ân
Đoan Ân (tiếng Mãn: ᡩᡠᠸᠠᠨᡝᠨ, Möllendorff: duwanen, tiếng Trung: 端恩; 1788 – 1826) là một hoàng thân của nhà Thanh trong lịch sử Trung Quốc, người thừa kế 1 trong 12 tước vị Thiết mạo tử vương.

## Cuộc đời
Đoan Ân sinh vào giờ Mẹo, ngày 12 tháng 10 (âm lịch) năm Càn Long thứ 53 (1788), trong gia tộc Ái Tân Giác La. Ông là con trai thứ tư của Duệ Cung Thân vương Thuần Dĩnh, và là em trai ruột của Duệ Thận Thân vương Bảo Ân. Mẹ ông là Đích Phúc tấn Phú Sát thị (富察氏). Năm Gia Khánh thứ 7 (1802), anh trai của ông qua đời mà không có con trai, ông được thế tập tước vị Duệ Thân vương đời thứ 9. Năm thứ 11 (1806), tháng 10, ông được phong làm Đô thống Mông Cổ Chính Hồng kỳ. Năm thứ 14 (1809), tháng 6, điều làm Đô thống Hán quân Tương Hồng kỳ. Năm thứ 16 (1811), tháng 9, thụ Chính Hoàng kỳ Lĩnh thị vệ Nội đại thần. Năm thứ 21 (1816), tháng 7, thụ Đô thống Mông Cổ Chính Lam kỳ.
Năm Đạo Quang thứ 2 (1822), tháng 4, nhậm Đô thống Hán quân Chính Bạch kỳ. Tháng 10 cùng năm, thụ Duyệt binh đại thần (閱兵大臣). Năm thứ 6 (1826), ngày 14 tháng 5 (âm lịch), giờ Hợi, ông qua đời, thọ 39 tuổi, được truy thụy Duệ Cần Thân vương (睿勤親王).

## Gia quyến

### Thê thiếp
- Đích Phúc tấn: Nữu Hỗ Lộc thị (鈕祜祿氏), con gái của Nhất đẳng Thừa Ân công Cung A Lạp (恭阿拉). Bà có hai chị gái, chị cả là Hiếu Hòa Duệ Hoàng hậu, chị thứ hai là Chính Phu nhân của Phụ quốc công Kính Tự - con trai thứ hai của Túc Cung Thân vương Vĩnh Tích.
- Trắc Phúc tấn: Triệu Giai thị (趙佳氏), con gái của Tam Đạt Sắc (三達色).
- Thứ Phúc tấn: Nữu Hỗ Lộc thị (鈕祜祿氏), con gái của Hổ Lặc (虎勒).

### Con trai
1. Nhân Thọ (仁壽; 1810 – 1864), mẹ là Trắc Phúc tấn Triệu Giai thị. Năm 1826 được thế tập tước vị Duệ Thân vương. Sau khi qua đời được truy thụy Duệ Hy Thân vương (睿僖親王).
2. Tồn Thọ (存壽; 1825 – 1831), mẹ là Thứ Phúc tấn Nữu Hỗ Lộc thị. Chết yểu.
3. Xuân Thọ (春壽; 1827 – 1827), mẹ là Thứ Phúc tấn Nữu Hỗ Lộc thị. Chết non.